# Cebolla de Palenzuela

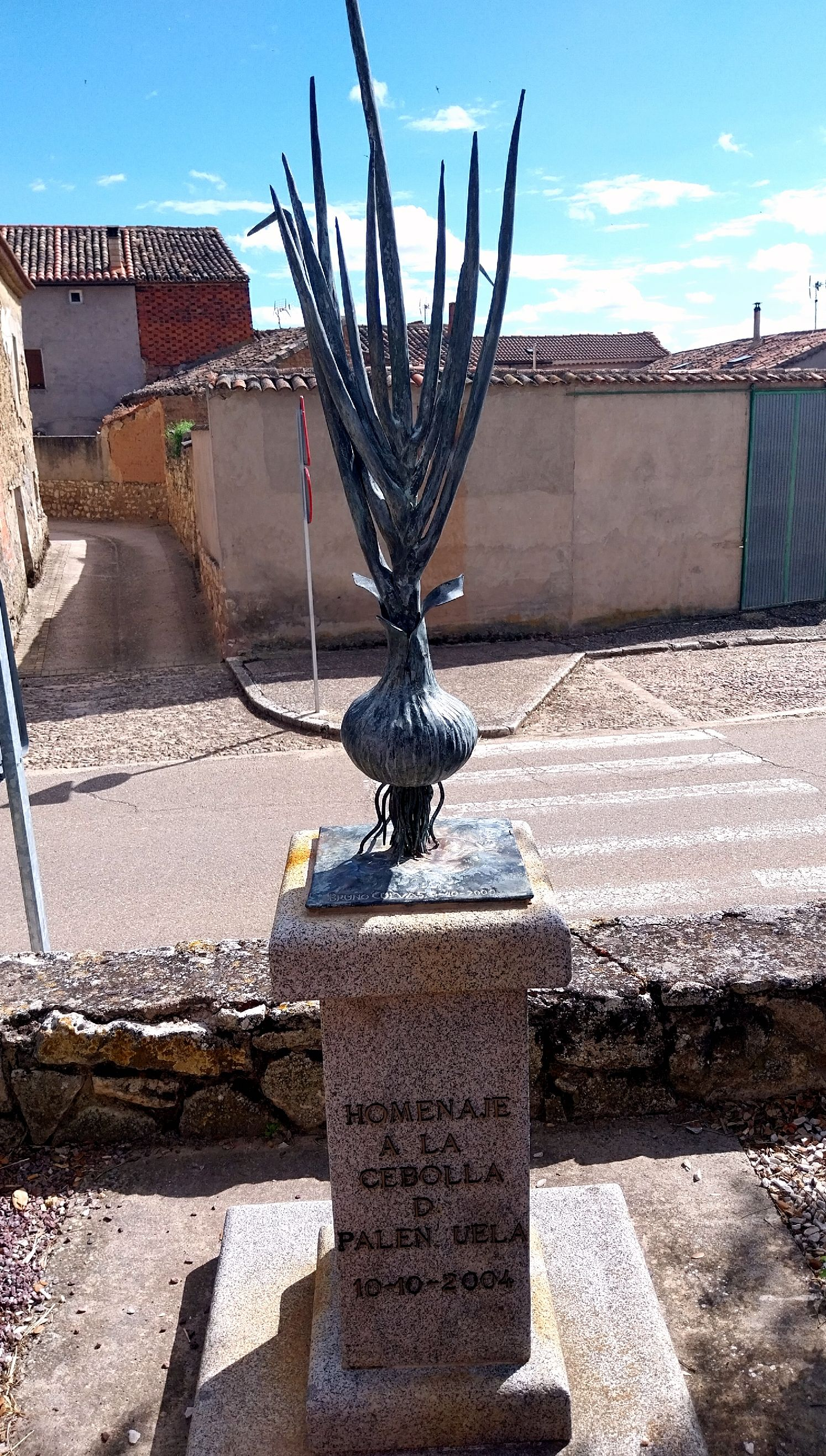
Homenaje a la cebolla de Palenzuela

La cebolla de Palenzuela es un producto agrícola español procedente de la localidad de Palenzuela y vecinas, en la provincia de Palencia y de Burgos (comunidad autónoma de Castilla y León).
Anualmente, Palenzuela celebra la Feria de la Cebolla. En octubre de 2007, una empresa transformadora de cebolla de Palenzuela anunció su establecimiento en Torquemada, Palencia.

## Localización
La zona potencial de cultivo de la cebolla horcal se encuentra en la cuenca baja de los ríos Arlanza y Arlanzón. La superficie total disponible para el cultivo de esta variedad asciende a 1700 hectáreas. De momento están controladas cien hectáreas, que producen 600 toneladas.
La zona de producción abarca desde las vegas de Pampliega y Villodrigo a Quintana del Puente y Torquemada.

## Características
Las características que diferencian a la cebolla de Palenzuela, y que han sido analizadas por el Instituto de Tecnologías Agrarias de Palencia, son:
- Mayor peso de la semilla.
- Escaso encerado de la hoja, que es de color verde claro y de resistencia media al partido.
- Bulbo de forma globosa.
- Túnica o piel de color marrón o marrón claro.
- Pulpa de color blanco.

Sabor dulce, jugoso y persistente. Su forma habitual es globosa, plana y esférica y el color de la pulpa, blanquecino.

## Comercialización
Con el objetivo de dar mayor promoción al producto, el 20 de febrero de 2004 se constituyó la Asociación Promotora de un Distintivo de Reconocimiento de la Cebolla de Palenzuela. 
Los miembros de la asociación son productores y comercializadores de cebolla, ayuntamientos de la zona y otras asociaciones sin ánimo de lucro. Se proponen revalorizar la producción local y comarcal de cebollas y revitalizar y consolidar el tejido económico de la comarca, diversificándolo a través de una posible comercialización diferenciada de la producción actual por parte de los propios productores.
Muy apropiada para la elaboración de la morcilla de Burgos.